# لوئیس رگو
لوئیس رگو (انگلیسی: Luis Rego؛ زادهٔ ۳۰ مهٔ ۱۹۴۳) بازیگر، کمدین، نویسنده و کارگردان اهل فرانسه است.
از فیلم‌ها یا برنامه‌های تلویزیونی که وی در آن نقش داشته‌است می‌توان به گرگ پشت در، نوکتوراما اشاره کرد.